# Йоенліс Ернандес
Йоенліс Ернандес (ісп. Yoenlis Hernández, 30 червня 1997, Матансас) — кубинський професійний боксер, дворазовий чемпіон світу серед аматорів. 

## Любительська кар'єра
На чемпіонаті світу 2021 став чемпіоном.
- В 1/32 фіналу переміг Вандерлея Перейра (Бразилія) — 5-0
- В 1/16 фіналу переміг Бірола Айгун (Туреччина) — 5-0
- В 1/8 фіналу переміг Суміта (Індія) — 5-0
- У чвертьфіналі переміг Габріеля Веочича (Хорватія) — 5-0
- У півфіналі переміг Сальваторе Кавальяро (Італія) — 5-0
- У фіналі переміг Джамбулата Біжамова (Росія) — 4-1

На чемпіонаті світу 2023 став чемпіоном вдруге.
- В 1/16 фіналу переміг Мохаммада Ель-Мхарата (Йорданія) — 5-0
- В 1/8 фіналу переміг Жардалина Отгонжаргала (Монголія) — 5-0
- У чвертьфіналі переміг Рамі Ківана (Болгарія) — 5-0
- У півфіналі переміг Морено Фендеро (Франція) — 5-0
- У фіналі переміг Вандерлея Перейра (Бразилія) — 5-0

## Професіональна кар'єра
2022 року в Мексиці провів два перших переможних боя на професійному рингу.
У травні 2023 року після закінчення чемпіонату світу під час пересадки в аеропорту Панами покинув збірну Куби, вирішивши не повертатися на Кубу і продовжити виступи на професійному рингу.
Впродовж 2022—2025 років провів вісім переможних боїв.